# ویلارد هایک
ویلارد میلر هایک جونیور (متولد ۸ سپتامبر ۱۹۴۵) فیلمنامه‌نویس، کارگردان و تهیه‌کننده بازنشسته آمریکایی است،  که بیشتر به خاطر همکاری‌اش با جورج لوکاس شناخته می‌شود. 

## زندگی شخصی
هیویک در سال ۱۹۶۹ با کاتز ازدواج کرد.  آنها تا زمان مرگ او در سال ۲۰۱۸ با هم زندگی مشترک خود را حفظ کردند. آنها یک دختر به نام ربکا دارند که در سال ۱۹۸۳ متولد شده است.